# Casa da Moeda dos Estados Unidos
United States Mint (ou Casa da Moeda dos Estados Unidos, em tradução livre) é um escritório do Departamento do Tesouro dos Estados Unidos, responsável pela cunhagem de moedas de dólares norte-americanos e para controlar o movimento de metais preciosos.
É a agências dos EUA responsável pela cunhagem de moedas, sendo distinta do Bureau of Engraving and Printing (Departamento de Gravura e Impressão), que imprime as cédulas de papel-moeda.
A primeira Casa da Moeda dos Estados Unidos foi criada em 1792, na Filadélfia. Atualmente existem quatro oficinas de cunhagem de moeda em atividade, localizadas nas cidades de: Filadélfia, Denver, São Francisco e West Point. A Casa da Moeda dos Estados Unidos também administra o depósito de metais preciosos em Fort Knox.

## História
No dia 21 de fevereiro de 1782, foi aprovada uma resolução do Congresso da Confederação que autorizou o estabelecimento da primeira casa da moeda nos Estados Unidos, quem em 1787, produziu a primeira moeda de circulação geral dos Estados Unidos, o fugio cent.
Em 1792, o Congresso dos Estados Unidos criou a atual Casa da Moeda dos Estados Unidos, por meio do Coinage Act of 1792 (Lei da Moeda de 1792). Originalmente, a Casa da Moeda dos Estados Unidos estava vinculada ao Departamento de Estado dos Estados Unidos e estava localizada na Filadélfia, então capital dos Estados Unidos.
Em 1799, a Casa da Moeda tornou-se uma agência independente do Departamento de Estado.
Nos termos do Coinage Act of 1873 (Lei da Moeda de 1873), a Casa da Moeda passou a fazer parte do Departamento do Tesouro dos Estados Unidos.

## Funções
A Casa da Moeda administra extensos programas de marketing comercial. A linha de produtos inclui conjuntos de moedas especiais para colecionadores, medalhas nacionais, moedas de ouro, prata e platina American Eagle e moedas comemorativas que marcam eventos nacionais como o Bicentenário da Constituição. As funções da Casa da Moeda incluem:
- Produção de moedas nacionais, em ouro e estrangeiras;
- Fabricação e comercialização de medalhas comemorativas nacionais;
- Desenhar e produzir as medalhas de ouro do Congresso;
- Projetar, produzir e comercializar moedas especiais;
- Salvaguardar e controlar o movimento de ouro;
- Desembolsar ouro e prata para fins autorizados;
- Distribuindo moedas das várias casas da moeda para os Bancos da Reserva Federal.

A Casa da Moeda não é responsável pela produção de papel-moeda americano; isso é responsabilidade do Bureau of Engraving and Printing. 
Em 2000, a Casa da Moeda foi responsável pela produção de 28 bilhões de moedas. Consulte a produção de moedas da Casa da Moeda dos Estados Unidos para obter os valores de produção anual de cada moeda.
A Polícia da Casa da Moeda dos Estados Unidos, uma agência federal de aplicação da lei, é responsável pela proteção das instalações, funcionários e reservas da Casa da Moeda.
 

A produção e venda de moedas em circulação e as outras funções da Casa da Moeda são financiadas pelo United States Mint Public Enterprise Fund, criado em 1995. Quaisquer lucros obtidos pelo Fundo que excedam os requisitos operacionais são devolvidos ao Tesouro. Os regulamentos de compras governamentais não se aplicam às atividades de compras e contratação da Casa da Moeda.